# Esbjerg Seminarium
Esbjerg Seminarium var et lærerseminarium i Esbjerg til uddannelse af folkeskolelærere.
Det lå Skolebakken 171, der nu er en del af Professionshøjskolen University College Syddanmark Campus Esbjerg. I 2009 blev læreruddannelsen ved Ribe Seminarium overflyttet til Esbjerg.[kilde mangler]